# Sitio de Halicarnaso
El Sitio de Halicarnaso fue una batalla librada entre las fuerzas del Imperio Macedonio, lideradas por Alejandro Magno, y el Imperio Aqueménida junto con tropas griegas guarnicionadas en la ciudad de Halicarnaso en 334 a. C. La caída de Halicarnaso en manos de Alejandro significó un duro golpe para la armada persa ya que facilitó el avance macedonio hacia el este.

## Antecedentes
En 334 a. C. Alejandro inició la conquista de Caria (suroeste de Turquía) con el fin de completar la toma de las fortificaciones persas en el Mar Egeo. Ya que Alejandro no contaba con una flota, la conquista Caria tenía un alto significado estratégico, ya que privaría a la poderosa flota persa de una base de operaciones navales en la zona.
Ada de Caria, la princesa depuesta de Halicarnaso, había sido removida de su trono por su hermano menor Pixodaro. Al morir Pixodaro, Darío III designó a Orontobates como el sátrapa de Caria, que incluía a Halicarnaso en su jurisdicción. Ada, quien aún tenía control sobre la fortaleza de Alinda,  contactó con Alejandro luego de que este tomara Mileto. Aparentemente ambos lograron formar una conexión sentimental fuerte, llevando a Alejandro a incluso llamar "madre" a Ada. Ada voluntariamente entregó la fortaleza de Alinda a Alejandro, y convenció al rey de Caria para que lo adopte. Motivadas por esto, además de por miedo, varias ciudades de Caria decidieron someterse a la autoridad de Alejandro.
Orontobates y Memnón de Rodas se atrincheraron en Halicarnaso con las fuerzas sobrevivientes de la Batalla del Gránico, y Alejandro procedió a rodear la ciudad por completo (con excepción del lado sur que se encontraba en dirección al mar). El asedio obligó a toda su flota en el Egeo a retirarse al puerto de Halicarnaso, e incluso utilizar gran parte de las tripulaciones de los barcos estacionados allí para la defensa. A esas alturas una derrota hubiese sido fatal para las fuerzas macedonias, ya que prácticamente hubiese cortado la comunicación entre Grecia y sus tropas en Anatolia.

## El asedio
Previendo un largo asedio, Alejandro armó un campamento a 2 km de la ciudad después de que su caballería hubo despejado la zona de mercenarios griegos tras varias escaramuzas. Fuerzas persas trataron de atacarlo, pero sus pequeñas incursiones fueron repelidas rápidamente. Poco tiempo después de establecer su campamento, Alejandro se dirigió a Mindo con una parte de su ejército, ya que la guarnición allí había prometido rendirse si Alejandro se presentaba personalmente esa noche. No obstante, al llegar a Mindo la guarnición mantuvo las puertas cerradas, y esto dio tiempo a los persas de reforzar las defensas en Halicarnaso donde ya antes y bajo directa orden de Memnón de Rodas se había mandado construir un gran foso para evitar el paso de las máquinas de asedio de Alejandro.
Poco tiempo después de su regreso, los macedonios iniciaron el asedio. En cuestión de un día lograron derrumbar las paredes exteriores, pero los defensores habían reconstruido un muro en la parte interior de la ciudad, lo que prolongó el asedio de la ciudad. Las fuerzas macedonias continuaron su asalto y acorralaron a los persas. Pese a un contraataque de los defensores que terminó destruyendo algunas máquinas de asedio de Alejandro y tras un desastroso asalto protagonizado por el general macedonio Periclas, la ciudad cayó en manos macedonias al cabo de unos días al ser atacado el muro izquierdo (más delgado y desprotegido) de la ciudad y bajo la cobertura de la totalidad de las fuerzas macedonias. Al ver que la ciudad estaba perdida, Memnón ordenó quemarla y emprendió la retirada, dejando tras de sí una guarnición mercenaria griega en el último punto defendible de la ciudad, pero que finalmente tras varias semanas se rindió.

## Consecuencias
Con la caída de Halicarnaso, la amenaza de la flota persa capaz de separar a Alejandro de Grecia había desaparecido (puertos, arsenales y astilleros fueron destruidos por el fuego) y el rey pudo continuar su conquista del Imperio Persa. Por su parte, los persas, al mando de Memnón, resistieron durante un año más y luego abandonaron Salmacia y otras fortalezas.